# Irisbus CityClass
Iveco CityClass este un autobuz urban, suburban și periurban lansat de divizia de autobuze Iveco în 1997 și redenumit Irisbus în 2000. Este echivalentul Irisbus Agora (Renault) din Franța. Acesta înlocuiește autobuzul urban Iveco 490 TurboCity UR Green⁠(d), înlocuit ulterior de Irisbus Citelis.
Ca de obicei la Iveco, CityClass este disponibil în două versiuni: autobuz urban seria 491 și autobuz suburban seria 591, precum și în diferite lungimi: 10,80 metri, 12 metri și articulat 18 metri.